# 大城交流道
大城交流道位於臺灣彰化縣大城鄉，為臺灣台61線指標208公里處的交流道。北出南入匝道於2013年5月10日通車，南出北入匝道於2019年12月27日通車，可由此交流道前往竹塘鄉。
|  | 208 大城 |  | 大城 |

## 鄰近公路
- 台17線
- 縣道152號
- 彰161線
- 彰163線

## 外部連結
- 台61線大城交流道示意圖 （页面存档备份，存于）（交通部公路總局）